# Assassinato de Patrice Lumumba

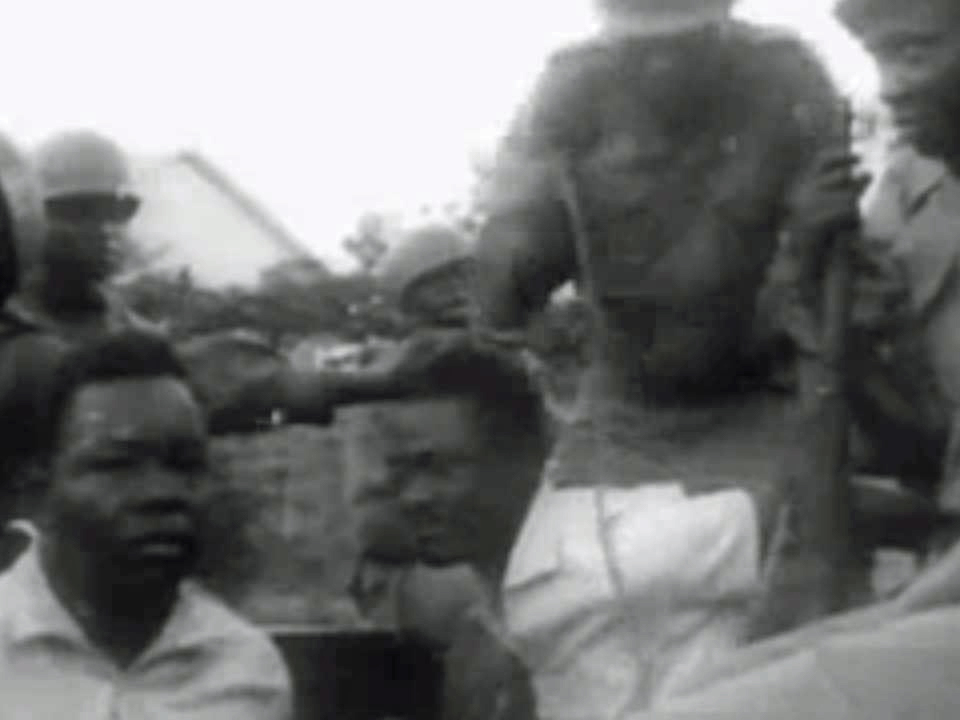
Prisão de Lumumba (no centro) e de Christophe Musungu.

O assassinato de Patrice Lumumba, primeiro-ministro do Congo-Léopoldville (atual República Democrática do Congo), ocorreu em 17 ou 18 de janeiro de 1961.
Este crime foi considerado como "o assassinato mais importante do século XX". Juntamente com Lumumba, notoriamente foram assassinados o Ministro da Juventude e Esportes, Maurice Mpolo, o vice-presidente do Senado, Joseph Okito (todos os três assassinados sob a supervisão de Moïse Tshombe), e o secretário-geral do partido Movimento Nacional Congolês Christophe Muzungu (este assassinado sob a supervisão de Albert Kalonji), além de torturados e linchados outros nomes do governo Lumumba.
Dentre os nomes que são intimamente associados ao crime estão Joseph Kasa-Vubu, Moïse Tshombe, Harold Lynden, Albert Kalonji, Jean Bolikango, Mobutu Sese Seko, Joseph Iléo, Gaston Eyskens, Balduíno da Bélgica e Christian Herter.

## Histórico
Em 14 de setembro de 1960, o coronel Joseph Mobutu (posteriormente Mobutu Sese Seko) orquestrou um golpe de Estado com a colaboração de Joseph Kasa-Vubu. Lumumba foi preso pelas tropas de Mobutu em 1 de dezembro de 1960, sendo capturado em Port Francqui e transportado algemado de avião para Léopoldville.
Lumumba enfrentaria acusações de incitar o exército à rebelião e outros crimes. O secretário-geral das Nações Unidas, Dag Hammarskjöld, pede a Kasa-Vubu que dê a Lumumba um julgamento justo, mas recusa interferir pela legalidade constitucional. A União Soviética acusa Hammarskjöld e os Estados Unidos de serem responsáveis pela detenção de Lumumba e exige sua libertação, o que mais tarde foi provado verdadeiro.
O Conselho de Segurança da ONU se reúne em 7 de dezembro para discutir as demandas soviéticas: que as Nações Unidas obtenham a libertação imediata de Lumumba, que o mesmo seja reintegrado nas suas funções, que as tropas de Mobutu sejam desarmadas e que todos os belgas sejam imediatamente evacuados do Congo. O representante soviético Valerian Zorin se recusa a atender ao pedido dos Estados Unidos de se declarar inapto para a presidência do Conselho de Segurança durante o debate. O secretário-geral Dag Hammarskjöld disse – em resposta às críticas soviéticas às suas operações no Congo – que se as tropas da ONU forem retiradas do Congo: "Temo que tudo desmorone".
Em resposta a um relatório da ONU de que Lumumba havia sido maltratado por seus guardas, seus apoiadores ameaçaram em 9 de dezembro que todos os belgas seriam presos e alguns deles decapitados, a menos que Lumumba fosse libertado dentro de 48 horas.
A ameaça que paira sobre o dossiê da ONU é agravada pelos anúncios da retirada das suas tropas estacionadas no Congo, abrangendo a Iugoslávia, a República Árabe Unida, o Ceilão, a Indonésia, Marrocos e a Guiné. A resolução pró-Lumumba proposta pelos soviéticos foi rejeitada em 14 de dezembro por 8 votos a 2. No mesmo dia, a União Soviética vetou uma resolução ocidental que daria a Hammarskjöld mais poder sobre a situação no Congo.

## A morte
Com a anuência da ONU, Lumumba foi levado da prisão militar de Thysstad perto de Léopoldville para uma prisão "mais segura" em Jadotstad em Catanga em 17 de janeiro de 1961, deixando-o nas mãos de seus inimigos. Surgiram relatos de que Lumumba e os políticos Maurice Mpolo e Joseph Okito, que com ele tinham sido detidos, teriam sido torturados pela polícia provincial quando chegaram à província rebelde de Catanga.
Naquela mesma noite, Lumumba e seus dois companheiros teriam sido executados em circunstâncias que nunca foram totalmente elucidadas. Em seu livro Le Meurtre de Lumumba (1999), o autor Ludo De Witte afirma que o comissário de polícia belga Frans Verschile conduz os prisioneiros ao local da execução. O policial Julien Gat ordena que os soldados atirem. Seu corpo nunca foi encontrado e teria sido dissolvido em 200 litros de ácido sulfúrico por Gérard Soete em 1961. Um dente de ouro, supostamente pertencente a Patrice Lumumba, está conservado no Palácio da Justiça de Bruxelas.

## Manifestação internacional
O anúncio do assassinato em 10 de fevereiro de 1961, atribuído a "aldeões", provocou protestos internacionais em frente às embaixadas belgas. A violência irrompeu na Iugoslávia, na Polônia e no Egito. Em Belgrado, os manifestantes saquearam e destruíram o interior da embaixada, em Varsóvia agrediram os funcionários e no Cairo saquearam e incendiaram a embaixada. A Bélgica exigiu uma compensação e, quando Nasser se recusa, rompe relações diplomáticas com o Egito.

## Investigações posteriores
Ludo De Witte escreveu em seu livro Le Meurtre de Lumumba (1999) as conclusões de sua investigação, que na Bélgica resultou numa judicialização de todo o caso por parte do governo.
Em fevereiro de 2002, o governo belga admitiu ter tido “uma responsabilidade inegável nos eventos que levaram à morte de Lumumba”, embora não quisesse assumir plena responsabilidade. A comissão parlamentar de inquérito, assistida pelos especialistas Emmanuel Gérard, Luc De Vos, Jules Gérard Libois e Philippe Raxhon, constata que um certo número de personalidades belgas teve um papel (direto ou indireto) no assassinato de Lumumba. No entanto, não foram encontradas provas que indiquem que o assassinato foi ordenado pelas autoridades belgas.
Em julho de 2002, são publicados documentos pelos Estados Unidos revelando o papel da CIA no assassinato de Lumumba. A CIA teria apoiado os oponentes de Lumumba financeiramente, além do apoio político, e no caso de Mobutu com armas e treinamento militar. Também foi citado que um assassino da CIA assumiu como missão envenenar Lumumba. Ele teria, no entanto, jogado suas armas num rio sem cometer o assassinato. Lumumba foi, por fim, executado por separatistas catangueses.